# Лыготхский сельский округ
Лыго́тхский се́льский о́круг — административно-территориальная единица в Лазаревском районе города Сочи (муниципального образования город-курорт Сочи)  в Краснодарском крае.
Округ объединяет сельские населённые пункты района, находящиеся за городской чертой в бассейнах рек Аше, Макопсе и Куапсе.
Административный центр — аул Калеж.

## Географическое положение
Административно-территориальная единица расположена в северо-западной части Лазаревского района города-курорта Сочи. Является самым северным округом района и города в целом.
В состав поселения входят пять населённых пункта. Сельский округ является крупнейшим по площади административной единицей Лазаревского района. 
Граничит с землями муниципальных образований: Шепсинское сельское поселение на северо-западе, Георгиевское сельское поселение на севере и Кировский сельский округ на юго-востоке, а также с городскими микрорайонами города Сочи на западе.
Сельский округ расположен в предгорной и горной зонах Большого Сочи. Рельеф местности представляет собой в основном сильно расчленённую горную местность с густым лесным покровом, возвышающаяся от с запада на восток. Средние высоты составляют около 775 метров над уровнем моря. В верховьях реки Аше расположена высшая точка сельского округа — гора Беркишей (1671 м).
Гидрографическая сеть представлена бассейнами рек Аше, Макопсе, Шуюк, Куапсе и т.д. Также местность богата пресными и минеральными источниками.
Климат в округе в основном субтропический, и характеризуется тёплым летом и прохладной малоснежной зимой. С удалением от моря возвышается континентальность климата. Среднегодовая температура воздуха составляет около +14°С и колеблется от средних +5°С в январе до +23°С в июле. Среднее количество осадков в год составляет около 1250 мм. В зависимости от северного склона Главного Кавказского хребта, на южном склоне основное количество осадков выпадает в зимний период.

## История
После упразднения Лазаревского района Краснодарского края 10 февраля 1961 года, решением КИК от 7 апреля 1961 года Красноалександровский сельский совет (в составе сёл Наджиго, 1-е Красноалександровское, 2-е Красноалександровское и 3-е Красноалександровское) был переподчинён Лазаревскому району города Сочи. С 7 декабря 1962 года по 30 декабря 1964 года Красноалександровский сельсовет числился в составе Туапсинского района Краснодарского края. Затем возвращён в подчинение Лазаревскому району г. Сочи. При этом в состав сельсовета также было включено село Мамедова Щель, расположенное в долине реки Куапсе.
В 1992 году Красноалександровский сельский Совет реорганизован и переименован в Лыготхский сельский округ.
Современные границы Лыготхского сельского округа установлены согласно закону от 1995 года.

## Население
| 2002 | 2010  |
| ---- | ----- |
| 1325 | ↗1351 |

### Национальный состав
По данным Всероссийской переписи населения 2010 года:
| Народ           | Численность, чел. | Доля от всего населения, % |
| --------------- | ----------------- | -------------------------- |
| адыги (черкесы) | 993               | 73,5 %                     |
| русские         | 267               | 19,8 %                     |
| другие          | 91                | 6,7 %                      |
| всего           | 1 351             | 100 %                      |

## Населённые пункты
В состав сельского округа входят 5 населённых пунктов:
| № | Населённый пункт | Тип нп | Население (чел.) | Доля (%) |
| - | ---------------- | ------ | ---------------- | -------- |
| 1 | Калеж            | аул    | ↘393             | 29,1 %   |
| 2 | Лыготх           | аул    | →43              | 3,2 %    |
| 3 | Мамедова Щель    | село   | ↗256             | 18,9 %   |
| 4 | Наджиго          | аул    | ↘141             | 10,4 %   |
| 5 | Хаджико          | аул    | ↗518             | 38,4 %   |

## Администрация округа
Адрес администрации Лыготхского сельского округа: 354235, г. Сочи, аул Калеж, ул. Адыгахабль, 50.
Глава администрации сельского округа: 
- Ушхо Мадин Салихович.

## Экономика
Основную роль в экономике сельского округа играют сельское хозяйство и туризм.
В сельском округе расположены множество садоводческих хозяйств, выращивающих различные фруктовые субтропические культуры. Также большое развитие получили виноградорство и пчеловодство. В долине реки Аше разбиты чайные плантации.
В сфере туризма наибольшее развитие получили различные туристические маршруты ведущие от побережья до Главного Кавказского хребта. В верховьях рек расположены различные водопады и пороги, привлекающих внимания туристов.
К часто посещаемым объектам также относятся сохранившиеся древние дольмены и этнографические музеи расположены в черкесских аулах.